# Episodi di Another Period (seconda stagione)
La seconda stagione della serie televisiva Another Period, composta da 11 episodi, è stata trasmessa negli Stati Uniti su Comedy Central dal 15 giugno al 24 agosto 2016.
In Italia la stagione è inedita.
| n° | Titolo originale          | Titolo italiano | Prima TV USA   | Prima TV Italia |
| -- | ------------------------- | --------------- | -------------- | --------------- |
| 1  | Tubman                    |                 | 15 giugno 2016 |                 |
| 2  | Annulment                 |                 | 22 giugno 2016 |                 |
| 3  | The Prince and the Pauper |                 | 29 giugno 2016 |                 |
| 4  | Trial of the Century      |                 | 6 luglio 2016  |                 |
| 5  | Roosevelt                 |                 | 13 luglio 2016 |                 |
| 6  | Servants' Disease         |                 | 20 luglio 2016 |                 |
| 7  | Harvard                   |                 | 27 luglio 2016 |                 |
| 8  | Joplin                    |                 | 3 agosto 2016  |                 |
| 9  | Lillian's Wedding         |                 | 10 agosto 2016 |                 |
| 10 | The Duel                  |                 | 17 agosto 2016 |                 |
| 11 | Lillian Is Dead           |                 | 24 agosto 2016 |                 |